# 住吉山手

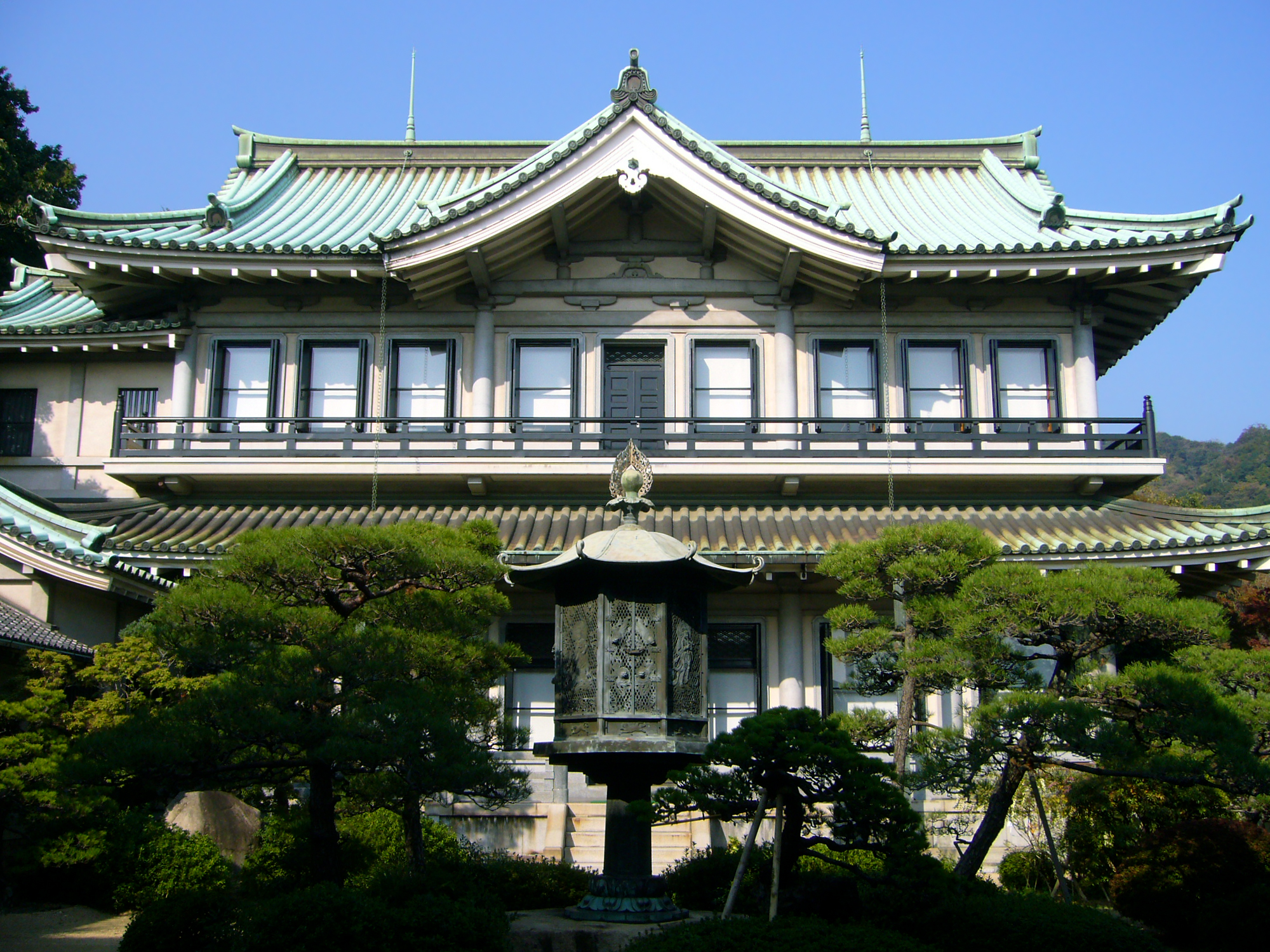
白鶴美術館（六丁目）

住吉山手（すみよしやまて）は、兵庫県神戸市東灘区の町名の一つで、昭和51年（1976年）に阪急神戸線以北の旧・住吉村域（住吉地区；現・住吉台除く）と旧・御影町域（御影地区）とを住居表示実施した際、旧住吉村域西部一帯に誕生した。
平成17年国勢調査（2005年10月1日現在）における世帯数は2,623、人口6,735で内男性3,233人・女性
3,502人。

## 地理
元は住吉町池床・山下・松本・川向・繩手下・手崎・渦森・丸山・井出口・安場・焼ヶ原・西谷山・観音林・小阪山・牛神東・小林・堂ノ本、・落合・荒神山・鍋島・九重ヶ坂・赤塚山の各字および住吉鴨子ヶ原町一～三丁目、御影町御影、御影町郡家の各一部だった。1～9丁目が存在し、4丁目12番50号・13番1～12号・17番が元・御影町域で御影中学校の学区。阪急沿線だが域内に駅は存在しない。
北東は住吉川の支流西谷川を挟んで住吉台、東は本流住吉川を挟んで西岡本、南は阪急線を挟んで住吉本町、南西は御影山手、西は鴨子ヶ原、北東は渦森台、北は灘区六甲山町の元東灘区の住吉学園保有林だった西谷山にそれぞれ隣接する。

### 地価
住宅地の地価は、2014年（平成26年）1月1日の公示地価によれば、住吉山手3-1-9の地点で24万7000円/m2となっている。

## 地名の由来
1丁目近辺は村制時代の観音林区であり、かつては慈明寺という禅宗の、堂塔伽藍が整った大寺院があったが、永正元年（1504年）に「慈明寺流れ」と呼ばれる大洪水で流された。
その後、天文年間に観音堂が建てられたが、天文14年（1545年）に再び洪水が起こり、観音像は堺の海岸に流れ着いたという。観音堂の跡は雑木林中に残っていたため、明治以後観音堂のあった林として観音林という字が付いた。
北部の5～8丁目は赤塚山と呼ばれる丘陵地帯で、戦前に住宅地として切り拓かれ、戦後は文教地区に指定されている。赤塚山の由来は、土色が赤いから、または梵語で供養を意味する「閼伽（あか）」から、あるいは石器・土器・銅鐸を出土する古い土地だから塚（古墳）があったなど多様な意見があるがどれも決め手に欠ける。

## 主な施設

神戸市立住吉中学校（一丁目）

- 神戸市立住吉中学校（一丁目）
- 豊雲記念館（四丁目）
- 神戸大学附属中等教育学校（五丁目）
- 白鶴美術館（六丁目）
- 日の神教団本部（八丁目）